# Ärtemarks kyrka
Ärtemarks kyrka är en kyrkobyggnad som tillhör Ärtemarks församling i Karlstads stift. Kyrkan ligger på en hög udde omgiven på tre sidor av sjön Ärtingen i Bengtsfors kommun.

## Kyrkobyggnaden
Kyrkans äldsta delar tror man är från 1200-talet. Lignell berättar att det genom ett kungligt brev 1640 anslogs 4 tunnor spannmål till reparation av kyrkan efter att den blivit skadad av en orkan. År 1728 byggdes kyrkan ut åt öster då nuvarande tresidiga kor och en sakristia tillkom. Troligen byggdes då ett vapenhus i väster, vilket revs när tornet byggdes 1893. En reparation genomfördes 1937. Vid kyrkan finns en minnessten över John Brynteson, "guldkungen", som föddes i Ärtemark.
Byggnaden är uppförd i gråsten täckt av vit spritputs. Sadeltaket över långhus och sakristia är täckt med skiffer. Kortaket är valmat och tornet kröns av en koppartäckt spira. Exteriören har nygotiska stildrag. Ingångar finns genom tornets vapenhus och en dörr in till sakristian från öster.
Interiören har vitputsade väggar och takets trätunnvalv är ljust målat. På långsidornas finns stora rundbågiga fönster.

## Inventarier

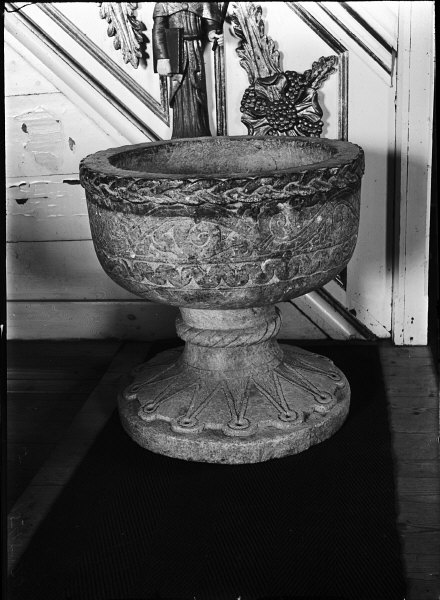
Dopfunten

- Dopfunten i täljsten är 70 cm hög och dateras till omkring år 1200. Den har ornamentik utförd av den norske så kallade Tunemästaren och anses vara Dalslands kanske mest genomarbetade och vackra dopfunt. Längs cuppans övre rand finns en flätbård och därunder i ett mittfält böljande rankor. Därunder en bandornamentik och nedtill skraffering. Skaftet har en kraftig repstav på mitten. Foten har överst två ritsar och där under en skraffering som avbryts av ett ullsaxliknande mönster. Uttömningshål finns i funtens mitt. Den har varit spräckt men är lagad.[1]
- Altaret har sedan 1987 ett fundament av betong med två markerade kors på sidorna. Altarhällen, troligen i kalksten, är av äldre datum.
- Altaruppsatsen är utförd 1739 av Nils Falk och färgsatt 1740 av Hans Georg Schüffner.
- Altarringen är troligen från 1893, men delades 1987 på mitten och fick infällda hjul.
- I koret finns två sjuarmade ljusstakar som är kopior av ljusstakarna i Skara domkyrka.
- Predikstolen i provinsiell barock är utförd 1767 av Isak Schullström och korg och baldakin är mönstermålade i rött och blått.

### Orgel
- 1893 byggde E A Setterquist & Son, Örebro en orgel. Den flyttades och delvis uppsatt i Orsbyns Missionshus, Ärtemark.
- Fasaden till orgeln på läktaren i väster, i nyklassicistisk stil och gråmålad med förgyllningar, härstammar från 1893 års orgel. Det äldre verket avyttrades 1937 och istället tillkom ett nytt tillverkat av A. Magnusson Orgelbyggeri AB, Göteborg. Orgeln har fria och fasta kombinationer samt registersvällare. Den är pneumatisk och har rooseweltlådor. Tonomfånget är 56/30.

| Huvudverk I  | Svällverk II      | Pedal      | Koppel  |
| Principal 8' | Rörgedackt 8´     | Subbas 16´ | I/P 8   |
| Rörflöjt 8'  | Salicional 8'     | Gedackt 8' | II/P 8  |
| Gamba 8'     | Gemshorn 4'       |            | II/P 4  |
| Oktava 4'    | Quinta 2 2/3'     |            | II/I 16 |
| Mixtur 4 k   | Blockflöjt 2'     |            | II/I 8  |
|              | Crescendosvällare |            | II/I 4  |
|              |                   |            | II 4    |